# Spilarctia costata
Spilarctia costata là một loài bướm đêm thuộc phân họ Arctiinae, họ Erebidae.